# オスナット・シューラー
オスナット・シューラー（Osnat Shurer）は、アニメーションのプロデューサーである。ピクサー・アニメーション・スタジオの短編映画製作を取り仕切るほか、ウォルト・ディズニー・アニメーション・スタジオの作品にも参加している。ディズニーの『モアナと伝説の海』のプロデューサーを務めたことでアカデミー長編アニメ映画賞にノミネートされた。

## 生い立ちと経歴
イスラエルで生まれ育ち、イスラエル国防軍情報部で働き、ニューヨーク大学で映画を学んだ。アルツハイマー病に苦しむ父を持つ彼女はアルツハイマーのプロジェクトの支援者である。

## フィルモグラフィ
- Exploring the Reef with Jean-Michel Cousteau  (2003) 製作
- バウンディン Boundin' (2003) 製作[2]
- ジャック・ジャック・アタック! Jack-Jack Attack (2005) 製作
- Vowellett - An Essay by Sarah Vowell (2005) 監督・製作
- ワン・マン・バンド One Man Band (2005) 製作
- リフテッド Lifted (2006) 製作総指揮
- モアナと伝説の海 Moana (2016) 製作